# Moléans
 Moléans  es una localidad y comuna de Francia, en la región de Centro, departamento de Eure y Loir, en el distrito y cantón de Châteaudun
Su población en el censo de 1999 era de 476 habitantes.
Está integrada en la Communauté de communes des Plaines et Vallées Dunoises.

## Demografía[2][5]
| 282 | 189 | 279 | 334 | 492 | 450 | 483 | 476 | 485 | 476 | 471 | 473 | 475 | 460 | 452 | 451 | 450 | 415 | 421 | 434 | 403 | 402 | 394 | 333 | 331 | 325 | 308 | 268 | 292 | 436 | 510 | 476 | 502 |
| Para los censos de 1962 a 1999 la población legal corresponde a la población sin duplicidades (Fuente: INSEE [Consultar]) |     |     |     |     |     |     |     |     |     |     |     |     |     |     |     |     |     |     |     |     |     |     |     |     |     |     |     |     |     |     |     |     |